# Universidade Nacional de Educação de Gwangju
A Universidade Nacional de Educação de Gwangju (GNUE) é uma universidade nacional situada em Gwangju, Coreia do Sul. Fundada em 1923 com o nome de Escola Pública de Professores de Chonnam, a instituição é uma das diversas universidades especializadas na formação de professores do ensino fundamental.

## Departamentos de graduação
- Departamento de Educação Ética
- Departamento de Educação Coreana
- Departamento de Educação de Estudos Sociais
- Departamento de Educação em Matemática
- Departamento de Educação em Ciências
- Departamento de Educação Física
- Departamento de Educação em Música
- Departamento de Educação Artística
- Departamento de Educação em Artes Práticas
- Departamento de Pedagogia
- Departamento de Educação de Inglês
- Departamento de Educação em Computação